# Jindabyne
Jindabyne is een stad in het zuidoosten van New South Wales, staat van Australië. Het stadje kijkt uit over het Meer van Jindabyne vlak naast de Snowy Mountains. Het is een wintersportbestemming vanwege de nabijheid van meerdere ski-oorden in het Nationaal park Kosciuszko.
Het oorspronkelijke dorp Jindabyne ligt nu onder water in het Meer van Jindabyne door de constructie van een stuwdam in de Snowy River in 1967. Bij lage waterstand van het meer is de kerktoren van het oude dorp nog te zien.

## Film
De stad speelt een centrale rol in de gelijknamige speelfilm.

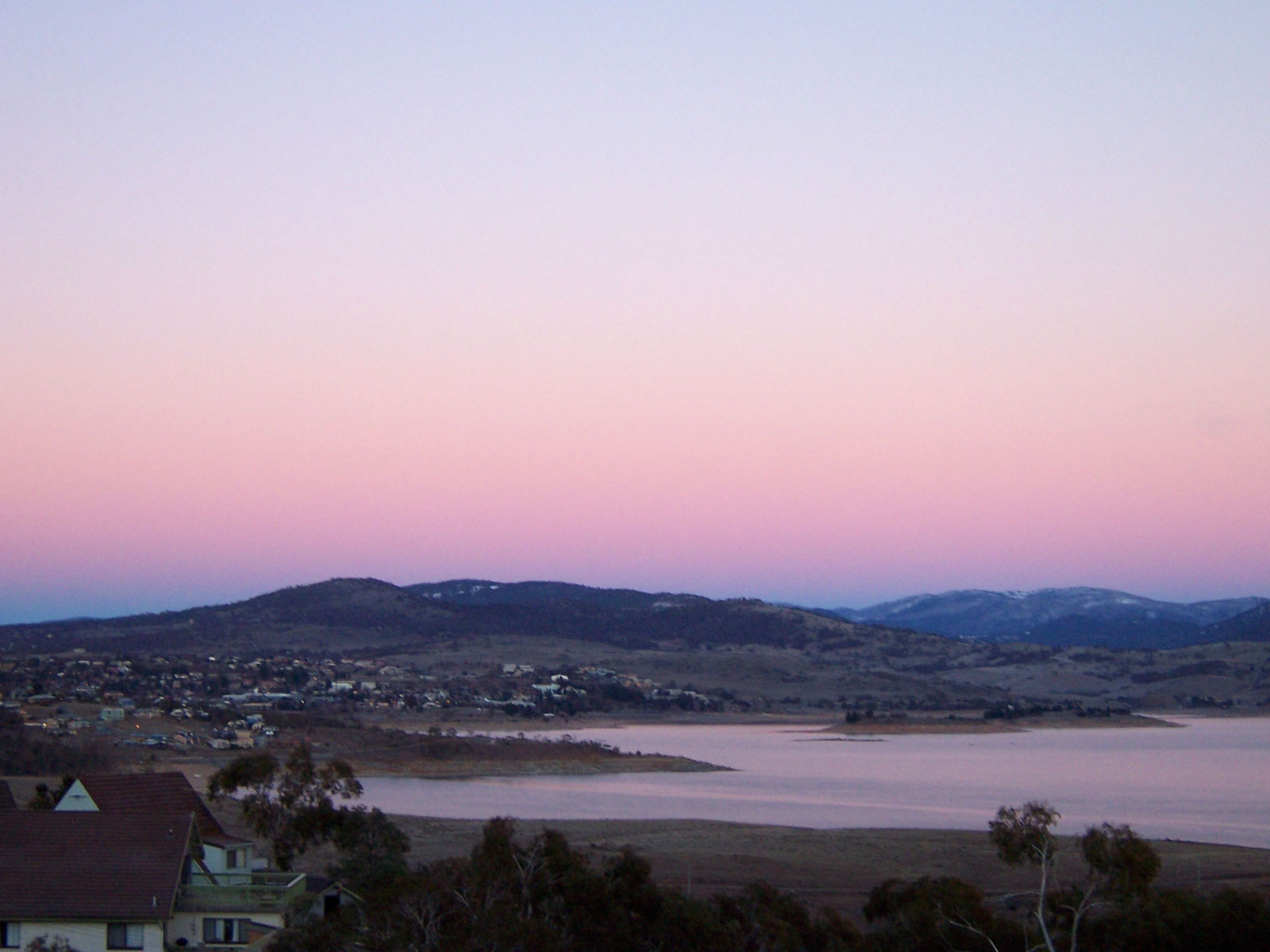
Jindabyne